# LED tiskárna

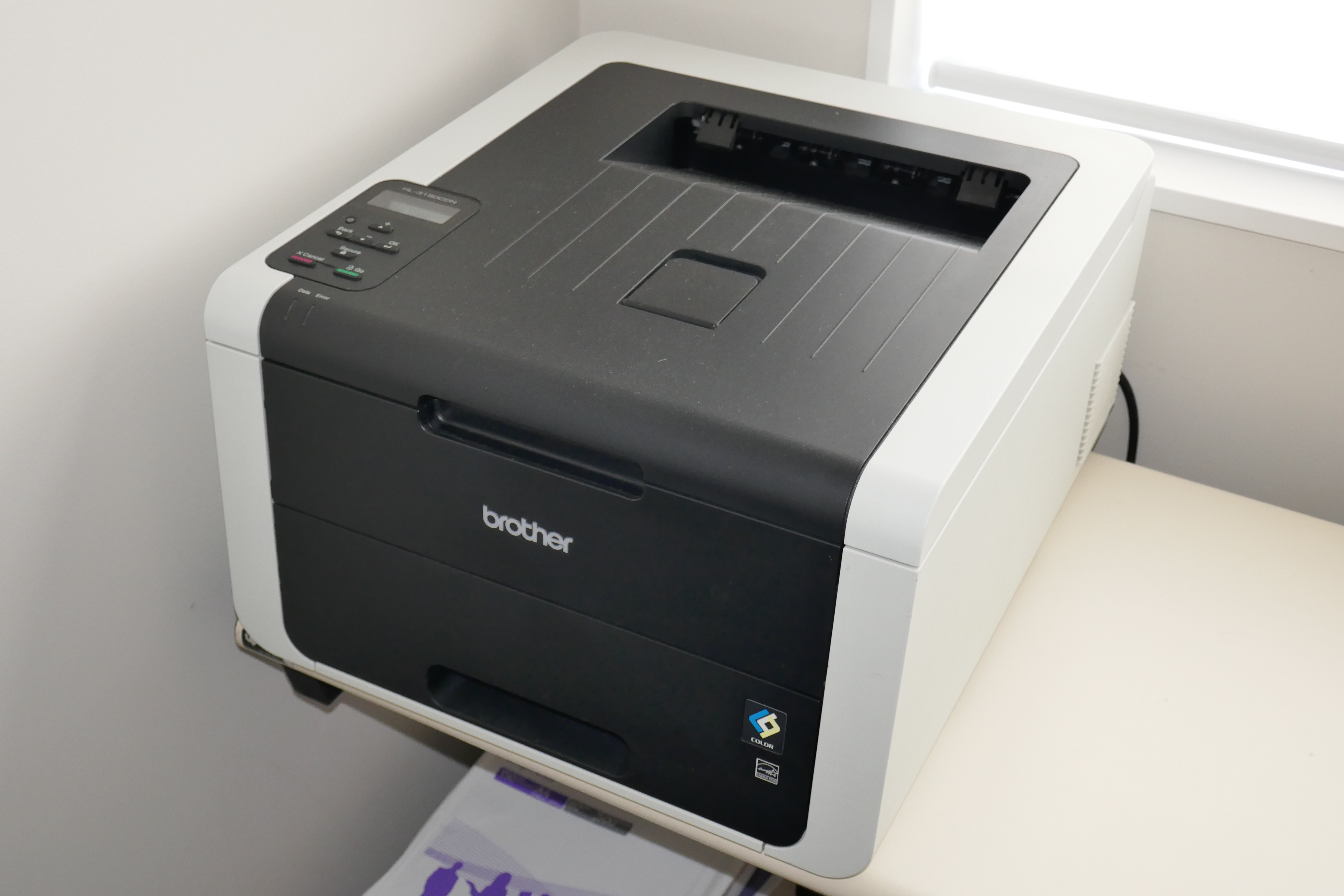
LED tiskárna od firmy Brother

LED tiskárna je typ počítačové tiskárny, která pro tisk využívá LED diody a princip tisku je podobný laserové tiskárně. První LED tiskárna byla uvedena na trh v roce 1989 firmou Casio.

## Princip
Princip je téměř stejný jako u laserové tiskárny, využívá fotoelektrického jevu. Místo laseru je zde umístěna řada LED diod, které osvítí obrazový válec (většinou selenový) v místech, kde má být vytvořen obraz. Na takto osvícená místa se poté napráší toner, obtiskne se na papír a pomocí tepla se ustálí ("zataví").

## LED a laserové tiskárny
Rozdílem mezi LED a laserovými tiskárnami je ve zdroji elektromagnetického záření (LED diody vs. laser). Laserové tiskárny využívají dokonale zaostřeného laserového paprsku, jenž osvětluje postupně body na obrazovém válci řádek po řádku, zleva doprava. Paprsek je usměrňován soustavou zrcadel.
LED tiskárny mají v tiskové hlavě jednu nebo více řad diod, jejichž světlo (usměrňované pomocí čoček) ozařuje vždy celé řádky najednou. Díky tomu se minimalizuje velikost a LED tiskárny jsou tak mnohem kompaktnější; také mají méně mechanických částí, což by mělo zajistit menší poruchovost. Jsou také levnější na výrobu a zajišťují větší rychlost tisku. Další výhodou LED tiskáren je jejich schopnost měnit intenzitu vyzařovaného světla, můžeme tím dosáhnout různých odstínů barev a jemnějších přechodů.